# هاستاتی

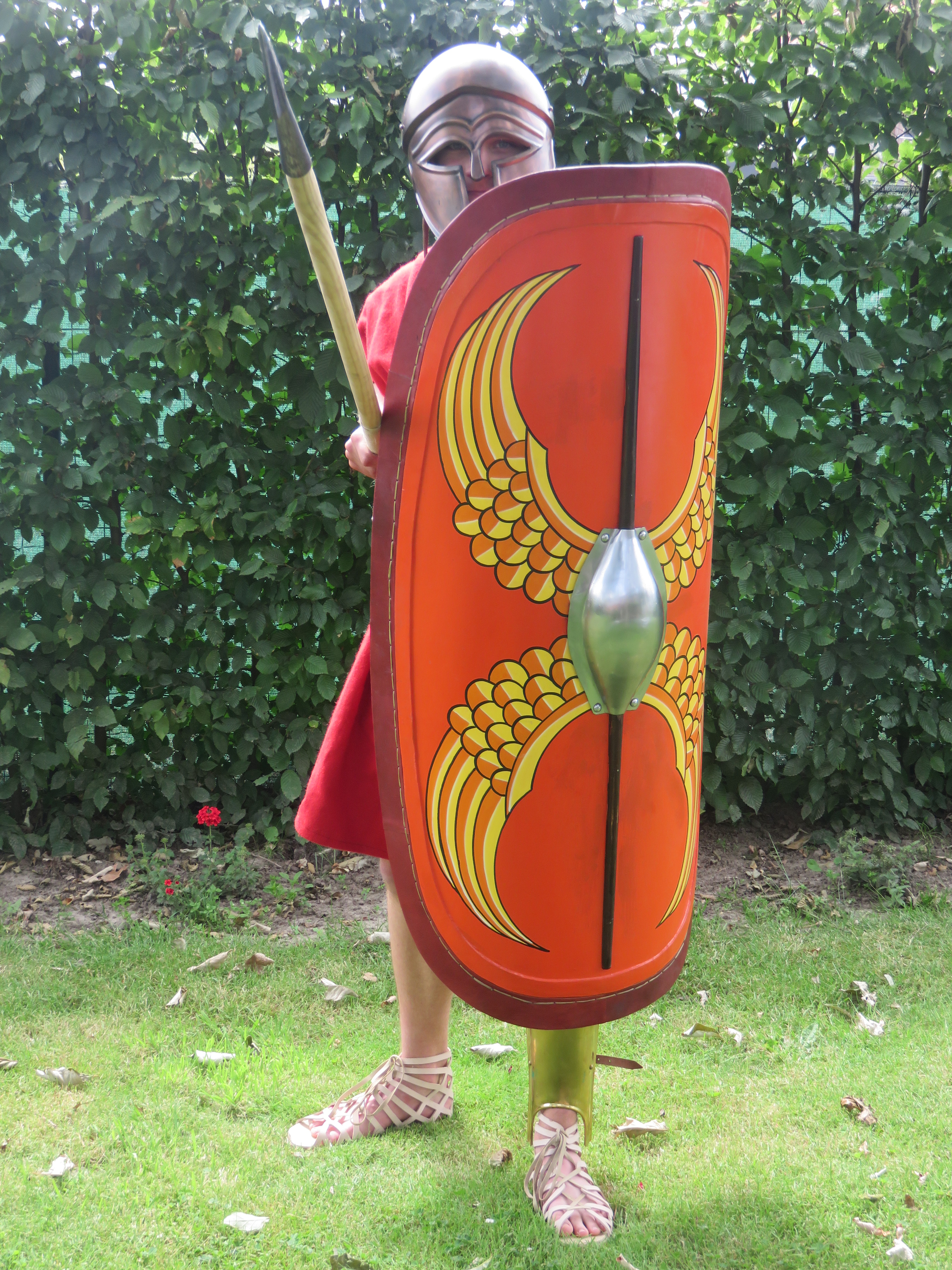
هاستاتی‌ها سپرهای مستطیلی شکل و نیزه‌های پرتاب‌شونده با نوک نرم به نام پیلا با خود حمل می‌کردند. آن‌ها از کلاه‌خود هوایی که سر را بزرگتر از حد معمول نشان می‌داد استفاده می‌کردند و این‌راهی برای فریب و ترساندن دشمنان بود، به این صورت که کلاه خودهای خود را در میان راه جا می‌گذاشتند و دشمن ،با دیدن کلاه‌ها و زره‌های بزرگ، گمان می‌کرد سپاه دشمن بسیار بسیار آماده و ورزیده‌است.

هاستاتی یا هستاتی (مفرد: Hastatus) طبقه ای از نیروهای پیاده بودند که در ارتش‌های جمهوری روم اولیه که در ابتدا به عنوان نیزه انداز، و بعداً به عنوان شمشیرباز می‌جنگیدند. این سربازان واحد اصلی ارتش پس از برکناری حاکمان اتروسک (پادشاهی روم) توسط جمهوری روم بودند. آنها در اصل از فقیرترین مردان لژیون بوده و فقط تجهیزات متوسطی را می‌توانستند خریداری کنند - سپر زنجیره ای سبک و سایر تجهیزات متفرقه. مجلس سنا فقط یک شمشیر کوتاه یا خنجر به نام گلادیوس و سپر مستطیل شکل به نام اسکوتوم هستاتی‌ها را تأمین می‌کرد. هستاتی معمولاً این تجهیزات را دارا بود و یک یا دو نیزه پرتاب شونده با نوک آهنی نرم به نام پیلا (pila) را نیز با خود حمل می‌کردند. این نیزه‌ها نه تنها بعنوان یک لبه پیشرو قوی در عملکرد آنها، بلکه همچنین به عنوان یک موشک مستقل، کارایی آنها را دو چندان کرد.
سربازان یگان هستاتی بیشتر شامل افراد جوان و فقیر بود و موقعیت معمول آنها اولین خط نبرد بود.
آنها در آرایش جنگی «کویین کانکس» (quincunx) وارد نبرد می‌شدند و توسط پیاده‌نظام سبک تری پشتیبانی می‌شدند. به دشمن اجازه داده می‌شد در اولین خط نبردی لژیون نفوذ کند، پس از آن دشمن با سربازان باسابقه و فصلی یعنی پرینسیپی‌ها برخورد می‌کرد. این یگانها سرانجام پس از اصلاحات ماریان در سال ۱۰۷ قبل از میلاد منحل شدند.